# グレゴリー・ヤツコ
グレゴリー・B・ヤツコ（英語: Gregory B. Jaczko（発音: [ˈjɑːskoʊ]）、1970年10月29日 - ）は、アメリカ合衆国の物理学者。
米議会の科学フェローなどを経て、2005年からアメリカ合衆国原子力規制委員会（以下、NRC）の委員、2009年からは同委員会委員長を務めていた。

## 生い立ち
1970年10月29日、ペンシルベニア州ノリスタウンに生まれ、ニューヨーク州オールバニで育った。コーネル大学に進学して物理学と哲学を専攻し、1993年に両分野で学士号を取得。1999年にはウィスコンシン大学マディソン校で素粒子物理学（素粒子論）の博士号を取得した。

## 経歴
アメリカ科学振興協会（AAAS）在籍中、「科学技術政策フェローシップ」に基づき、エド・マーキー下院議員事務所に科学フェローとして派遣された。
ジョージタウン大学のフランシス・スレイキー博士の下で、物理と公共政策の非常勤教授として勤務していたこともある。

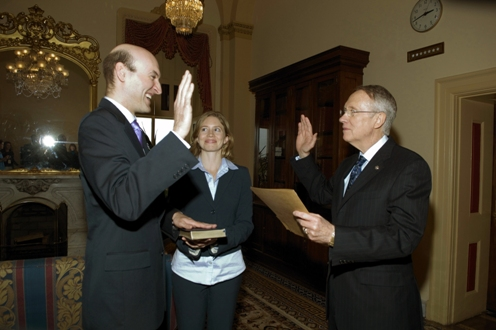
宣誓就任式のヤツコ（右はリード上院議員）

その後、上院の環境公共事業委員会で原子力問題について発言し、ハリー・リード上院議員の科学政策アドバイザーとなった。リード上院議員は使用済み核燃料の最終処分場問題に反対するなど強硬な反原発派として知られ、その後のヤツコの言動やNRCの方針にも影響を与えたとみられている。
2005年1月21日、アメリカ合衆国原子力規制委員会（NRC）の委員に就任、2009年5月13日、バラク・オバマ大統領によって委員長（すなわちNRCの最高責任者であり公式スポークスマン）に任命された。ヤツコ委員長はNRCの長期計画策定、予算編成や人事において責任を負い、「NRC管轄下の原子炉における潜在的非常事態に関し、NRCの機能すべてに権限を持つ。」
あるホワイトハウス高官は「ヤツコ氏がNRC委員長を務めていること自体が、大統領の安全への強い思いの表れ」と発言している。
2011年3月の福島第一原子力発電所事故発生後、原発の安全性に関し強硬な姿勢で臨んだことが産業界からの反発を呼び、NRC内で孤立するようになった。2012年5月21日、後任が決定次第NRC委員長を退任するとの声明を発表した。5月24日にオバマによりジョージ・メイソン大学准教授のアリソン・マクファーレンが後任者に指名された。 

## 政治姿勢
NRCは環境保護、公衆の衛生や安全の確保に関する情報を可能な限り公開すべきであると主張している。「実施権者とその下請業者、州と地方自治体、利益団体と一般の人々」にもNRCの政策立案の取り組みに参画してほしいと働きかけている。また、原子力発電所の安全規制について、航空機事故が起こっても耐えられるように規制を強化するよう取り組んでいる。原発頼みで再生エネルギー技術に投資しないでいると、事故等によって原発が動かせなくなったときに火力発電で代替するしかなくなり、温室効果ガスが増え気候変動の面からも原発が有害だと指摘している。
もともと反原発派であったわけではなく、福島の事故をきっかけに制御の難しい原子力の恐ろしさを知り、その安全性を疑い始めた。

### 註釈
1. ↑  科学フェローとは，議会や行政機関で科学技術に関連する政策課題への対処をサポートするスタッフ・研究員のこと。
2. ↑  AAASの科学者・技術者を議会・議員事務所・官庁等に派遣し政策立案に立ち会う経験をさせる一方で、議員に科学的な知識・分析を提供するプログラム。原則1年間[2]。

### 参照
1. 1 2 3 4 5 6 7  Name: Jaczko, Gregory; Current position: Chairman. Allgov.com, retrieved March 16, 2011
2. ↑  “平成22年版　科学技術白書　第1部　第3章 コラム8 欧米諸国における科学者・技術者の立法府へのアプローチ”.  文部科学省. 2011年3月29日閲覧。
3. ↑  Dr. Francis Slakey. ジョージタウン大学 / spi.georgetown.edu
4. ↑  Meghan Anzelc: Gregory Jaczko, Ph.D. Physics, Commissioner, U.S. Nuclear Regulatory Commission. アメリカ物理学会 / www.aps.org
5. 1 2 3 4 5 6 7 8 9 10  Chairman Gregory B. Jaczko. アメリカ合衆国原子力規制委員会 / Nrc.gov, retrieved March 16, 2011
6. 1 2  “反原発運動も熟知　米原子力委のヤツコ氏　言動に注目集まる”. 産経新聞. (2011年4月1日) 2011年4月3日閲覧。
7. ↑  Darren Samuelsohn (2011年3月18日). “White House: In Gregory Jaczko we trust”. Politico 2011年4月4日閲覧。
8. ↑  “米原子力規制委員長が辞任へ…安全強化で対立”. 読売新聞. (2012年5月22日) 2012年5月26日閲覧。 {{cite news}}: |work=、|newspaper=引数が重複しています。 (説明)⚠
9. ↑  “ヤツコ米原子力規制委員長が辞任へ 在任中業界や委員と衝突”. wsj.com (ウォール・ストリート・ジャーナル). (2012年5月22日) 2012年5月26日閲覧。
10. ↑  “オバマ大統領、米原子力規制委の次期委員長に核廃棄物専門家を指名”. wsj.com (ウォール・ストリート・ジャーナル). (2012年5月25日) 2012年5月26日閲覧。
11. 1 2  “私が反原発に転じた理由”. 東京新聞. (2019年7月31日朝刊2面) {{cite news}}: |date=の日付が不正です。 (説明)⚠